# Прошедшие дни
«Прошедшие дни» (тал. Дәвардә ружон) — поэма талышского поэта Зульфугара Ахмедзаде изданная в 1932 году. Можно считать кульминацией творческого мастерства поэта. Поэма, как многое из талышской литературы была не особо известна талышам после репрессий конца 1930-х годов, и вновь стала распространяться и популяризироваться с 1990-х годов. Экземпляры издания были найдены лишь в библиотеках. Ахад Мухтар осуществил перевод с талышского языка поэмы на азербайджанский язык.

## Содержание
В этом произведении автор рассказывает о трагической судьбе и жизни талышского народа до Октябрьской революции, особенно в период правления талышских ханов. Поэма описывает прежнюю общественно-политическую ситуацию от Мугани до Мазандаранских лесов, на юго-западных берегах Каспийского моря и в Талышских горах. Описывает дореволюционный образ жизни людей предгорий. Зульфугар Ахмедзаде создавая поэму описывал некоторые события со слов своих родителей, которые были живыми свидетелями тех трагедий. Особое место занимает описание рабского труда беднейшейго населения, незащищенного от требований и налогов местных феодалов.